# Attila Repka
Attila Repka (Miskolc, 10 de enero de 1968) es un deportista húngaro que compitió en lucha grecorromana.
Participó en tres Juegos Olímpicos de Verano, obteniendo la medalla de plata en Barcelona 1992, en la categoría de 68 kg, el octavo lugar en Seúl 1988 y el 21.º lugar en Atlanta 1996.
Ganó dos medallas en el Campeonato Mundial de Lucha, plata en 1995 y bronce en 1990, y 6 medallas en el Campeonato Europeo de Lucha entre los años 1988 y 1996.

## Palmarés internacional
| Juegos Olímpicos   | Juegos Olímpicos         | Juegos Olímpicos  | Juegos Olímpicos |
| Año                | Lugar                    | Medalla           | Categoría        |
| ------------------ | ------------------------ | ----------------- | ---------------- |
| 1992               | Barcelona (España)       | Medalla de oro    | 68 kg            |
| Campeonato Mundial |                          |                   |                  |
| Año                | Lugar                    | Medalla           | Categoría        |
| 1990               | Ostia (Italia)           | Medalla de bronce | 68 kg            |
| 1995               | Praga (República Checa)  | Medalla de plata  | 68 kg            |
| Campeonato Europeo |                          |                   |                  |
| Año                | Lugar                    | Medalla           | Categoría        |
| 1988               | Kolbotn (Noruega)        | Medalla de oro    | 68 kg            |
| 1989               | Oulu (Finlandia)         | Medalla de oro    | 68 kg            |
| 1991               | Aschaffenburg (Alemania) | Medalla de bronce | 68 kg            |
| 1992               | Copenhague (Dinamarca)   | Medalla de plata  | 68 kg            |
| 1994               | Atenas (Grecia)          | Medalla de oro    | 68 kg            |
| 1996               | Budapest (Hungría)       | Medalla de oro    | 68 kg            |